# David Carradine
David Carradine, ursprungligen John Arthur Carradine, född 8 december 1936 i Hollywood, Los Angeles, Kalifornien, död 3 juni 2009 i Bangkok, Thailand, var en amerikansk skådespelare. Han medverkade i över 100 filmer.

## Biografi
David Carradine var son till skådespelaren John Carradine samt halvbror till Keith och Robert Carradine.
I ungdomen förde Carradine en rastlös tillvaro då han använde droger. Från 1964 hade han småroller i filmer och en del roller på Broadway. Carradine fick sitt stora genombrott i den populära TV-serien Kung Fu 1972–1975. Under 1980-talet medverkade han i ett par av Mats Helge Olssons filmer i Sverige, Fatal Secret, Animal Protector och The Mad Bunch.
David Carradine uppmärksammades år 1985, då han medverkade i en större roll i miniserien Nord och Syd, om det amerikanska inbördeskriget. Han spelade där den ondskefulla och sadistiska plantageägaren Justin Lamotte. Carradine nominerades till en Golden Globe för bästa manliga biroll för sin insats. Han medverkade också i uppföljaren Nord och syd bok II 1986.
Carradine var gift fem gånger; från dessa äktenskap hade han två döttrar, Calista Miranda och Kansas. Han hade i början av 1970-talet ett förhållande med skådespelerskan Barbara Hershey vilket resulterade i en son, Free, som senare bytte namn till Tom.
David Carradine hittades död med ett rep runt halsen i sitt hotellrum i Bangkok den 3 juni 2009. Han var där för att spela in filmen Stretch. Carradine antas ha råkat strypt ihjäl sig själv under onani (se asfyxiofili).

## Filmografi i urval
- 2009 – True Legend
- 2008 – Hell Ride
- 2007 – Big Stan
- 2007 – Epic Movie
- 2005 – Brothers in Arms
- 2004 – Max Havoc: Curse of the Dragon
- 2004 – Last Goodbye
- 2004 – Hair High
- 2004 – Kill Bill: Volume 2
- 2004 – Dead & Breakfast
- 2003 – Bala perdida
- 2003 – Kill Bill: Volume 1
- 2001 – Warden of Red Rock
- 2000 – Ökenäventyret
- 1990 – Lovligt byte
- 1990 – Future Zone
- 1989 – Future Force
- 1987 – Döden på larvfötter
- 1986 – Flykten
- 1985 – Nord och Syd (TV-serie)
- 1984 – Slaget om Ura
- 1983 – Lone Wolf McQuade
- 1980 – The Long Riders
- 1979 – Cloud Dancer
- 1977 – Cannonball!
- 1977 – Ormens ägg
- 1975 – Death Race 2000
- 1972 – Boxcar Bertha - rånar och älskar
- 1969 – Billy Young
- 1979 – Mr Horn

## Teater

### Roller
| År   | Roll                              | Produktion                              | Regi        | Teater                        |
| ---- | --------------------------------- | --------------------------------------- | ----------- | ----------------------------- |
| 1965 | Atahuallpa, härskare av Inkariket | The Royal Hunt of the Sun Peter Shaffer | John Dexter | ANTA Playhouse, New York, USA |